# Masatada Ishii
Masatada Ishii (jap. 石井 正忠 Ishii Masatada; ur. 1 lutego 1967 w Ichiharze) – japoński piłkarz występujący na pozycji pomocnika.

## Kariera piłkarska
Od 1989 do 1998 roku występował w klubach NTT Kanto, Kashima Antlers i Avispa Fukuoka.

## Kariera trenerska
Po zakończeniu piłkarskiej kariery pracował jako trener w Kashima Antlers.